# Lời nguyền huyết ngải
Lời nguyền huyết ngải (hay còn được biết với tựa đề RH 108) là một bộ phim trinh thám huyền bí Việt Nam do đạo diễn Bùi Thạc Chuyên thực hiện, lấy cảm hứng từ truyện ngắn Huyết đằng của Phạm Hải Anh. Phim có sự tham gia của dàn diễn viên Yu Dương, Thành Lộc, Phan Anh, Trịnh Minh Huy và Đỗ Văn Hoàng. Bộ phim ra mắt báo chí vào tối ngày 5 tháng 1 năm 2012, chính thức ra rạp từ ngày 12 tháng 1 năm 2012. Việc đổi tên từ RH108 sang Lời nguyền huyết ngải được giải thích đơn giản là để dễ hiểu hơn cho người xem.

## Nội dung
Bộ phim kể về cuộc phiêu lưu đầy sợ hãi, đầy ám ảnh của ba sinh viên trường Đại học Dược tình cờ khám phá ra một loài ngải được luyện bằng máu người đựng trong một chiếc hộp gỗ cổ chứa một mẩu cây khô héo và bùa chú đặt sâu trong ngăn sách lộn xộn trong nhà giáo sư Hoàn Sinh. Đó chính là huyết ngải, một vị thuốc bí truyền của dân tộc Sắng La.
Ba cậu sinh viên tìm kiếm huyết ngải tới một ngôi nhà lớn âm u, nơi Chiêu Dương - cô gái 16 tuổi xinh đẹp nhưng xanh xao như bị ma ám, được tôn sùng là Thánh Cô vì cách chữa bệnh mầu nhiệm - sinh sống. Họ phát hiện ở vườn sau nhà Chiêu Dương có một cái cây kỳ dị trông như búi mạch máu khổng lồ với những cái gai thích hút máu người và rủ nhau cắt trộm một cành cây mang về phòng thí nghiệm. Từ đây, họ bị ám bởi những ảo giác ma quỷ và dần khám phá câu chuyện về loài ngải khát máu, khả năng chữa bách bệnh cũng như những ma lực vô song của nó. Huyết ngải không còn là truyền thuyết. Những nạn nhân tội nghiệp ước gì họ đã không mắc sai lầm, tiếc là, đã quá muộn....

## Diễn viên
- Yu Dương vai Chiêu Dương: một cô gái đẹp, ma quái và ngây thơ. Cô vừa là một thiếu nữ bị ma ám, vừa là một Thánh Cô với những quyền lực chết người. Không thể đoán biết được cô gái có gương mặt thiên thần nhưng đôi mắt lạnh lẽo vô hồn sẽ làm những gì với người phạm vào lời nguyền huyết ngải.[3]
- Phan Anh vai Bình: anh chàng sinh viên trường y táo tợn, đầy nhiệt huyết khám phá khoa học đã bày ra trò cắt huyết ngải mang về nghiên cứu. Từ chỗ hoàn toàn không tin ở ma quỷ bởi vì... còn nghịch hơn quỷ, Bình bị lựa chọn là vật tế thần để hoàn tất hay phá hủy lời nguyền huyết ngải. Mối liên hệ tình cảm đặc biệt giữa Chiêu Dương với Bình khiến câu chuyện càng trở nên ám ảnh, khó đoán. Bình là người đi trọn vẹn câu chuyện từ thắt nút đến mở nút trong phim. Bùi Thạc Chuyên nhận xét rằng diễn xuất của diễn viên tay ngang này rất đáng chú ý.
- Trịnh Minh Huy vai Khải: biệt danh "Khải Béo", hiền lành và nhút nhát. Bị cuốn theo trò nghịch ngợm của bạn bè, Khải trở thành nạn nhân đầu tiên mà huyết ngải ám.
- Đỗ Văn Hoàng vai Tùy: biệt danh "Tùy Đen", hiếu động, ham vui và phóng khoáng nhất trong nhóm bộ ba sinh viên. Sự tò mò của Tùy là động lực khiến anh chàng là người đầu tiên tiếp xúc với huyết ngải. Vốn tính sốc nổi, Tùy không kiên nhẫn hoàn thành cuộc phiêu lưu quá mạo hiểm như Bình nhưng vẫn không thoát khỏi sự truy đuổi của huyết ngải.
- Thành Lộc vai Hoàn Sinh: Thành Lộc đã đặt nhiều hi vọng vào vai diễn này bởi đây là vai diễn chính hiếm hoi của anh trong một bộ phim tử tế. Tuy nhiên, dư luận nhận xét Thành Lộc mới chỉ làm tròn vai chứ chưa có sự đặc sắc. Tạo hình nhân vật thầy Hoàn Sinh được đánh giá khá ấn tượng cùng sự diễn xuất tròn trịa của Thành Lộc ở nhiều phân đoạn khiến người xem có được sự hồi hộp khi theo dõi câu chuyện của nhân vật này. Vai diễn này của Thành Lộc đã nhận đề cử giải Cánh diều vàng năm 2012 cho nam diễn viên phụ xuất sắc nhất phim truyện nhựa[4]. Vai diễn này thể hiện là vị giáo sư hiền lành, sống khiêm tốn trong căn phòng ký túc xá chỉ có sách vở và hàng chục bình cứu hỏa vì chốc chốc lại bị cháy mà không rõ nguyên nhân. Chính ông là người cất giữ mẩu huyết ngải khô héo, khởi đầu của mọi rắc rối. Sống một mình ở tuổi xế chiều, có một bí mật nào đó vào thời trai trẻ mà thầy Hoàn Sinh che giấu, nhất định không chia sẻ cùng ai...
- Như Quỳnh vai bà lão câm: Với ngoại hình cổ quái, luôn ở bên cạnh và chăm sóc Chiêu Dương tại ngôi nhà ở xóm Cầu Ma. Bà là người nắm giữ nhiều bí mật ghê sợ được chôn giấu nhiều năm nay của gia đình cô.[3]
- Trần Thị Hạnh vai mẹ Chiêu Dương: một nhân vật bí ẩn hoàn toàn, được cho là đã chết vì băng huyết khi sinh Chiêu Dương. Mặc dù Chiêu Dương mồ côi mẹ từ nhỏ, nhưng những hình bóng của bà mẹ vẫn bao trùm lên cô bé một cách rõ ràng và kỳ dị, khó lòng giải thích nổi.
- Hà Văn Hiếu vai Thằng Hung Bạo: tên hộ pháp lực lưỡng với cơ bắp cuồn cuộn và gương mặt hung dữ đến nỗi ai cũng phải khiếp sợ. Với cây rìu khổng lồ thường trực trong tay, tên hung bạo giữ nhiệm vụ canh gác không cho ai đến gần Chiêu Dương cũng như huyết ngải.

## Sản xuất
Đạo diễn đã nhận xét và phát biểu rằng "Đây là một câu chuyện hoàn toàn hư cấu" và đã gửi thông điệp này đến khán giả ngay từ đầu phim. Điều này có nghĩa là người xem được "toàn quyền mặc định" trí óc đi theo sự tưởng tượng của người kể chuyện.
Từ tháng 9 năm 2010, hãng phim Thiên Ngân (Galaxy Studio) đã chính thức khởi động dự án phim kinh dị với đạo diễn Bùi Thạc Chuyên. Dự án phim ban đầu mang tên RH108, ám chỉ dãy số bí ẩn được nhắc đến trong phim. Nhưng đến nay, bộ phim chính thức được đổi tên thành Lời nguyền huyết ngải, gợi mở hơn cho khán giả về nỗi sợ hãi vô hình xuyên suốt mạch truyện chính của phim.

## Giải thưởng
- 2012 - Giải Cánh diều 2011 cho Thiết kế mỹ thuật xuất sắc - Họa sĩ Mã Phi Hải[5]